# Micro Charlie Christian

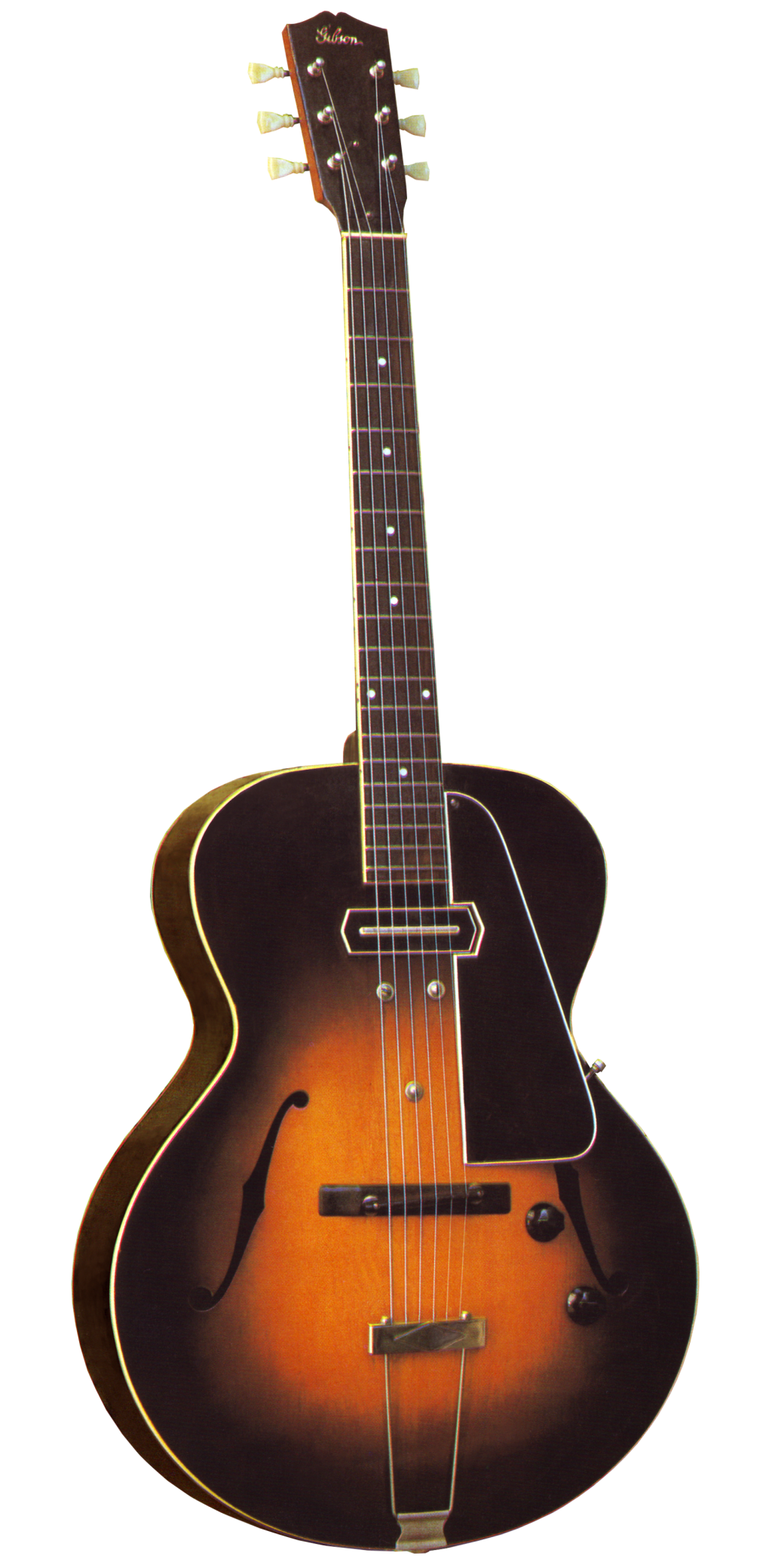
Une Gibson ES-150 avec un micro Charlie Christian

Le micro Charlie Christian est un type de microphone pour guitare électrique utilisé en particulier par le guitariste américain Charlie Christian, qui l'a popularisé et lui a laissé son nom. Il a été utilisé pour la première fois sur la  Gibson ES-150 en 1936.

## Historique
Il est difficile de savoir qui exactement a inventé la guitare électrique. L'histoire retient Rickenbacker comme le fabricant de la première. Celle-ci de la forme d'une poêle à frire avec un encombrant micro en forme de fer à cheval commença à connaître un certain succès dans les années 1930 ce qui obligea Gibson, fabricant réputé de guitare à réagir. S'ils avaient les guitares, il leur manquait un micro. Quelques expérimentations avaient été pratiquées dans les années 1920 mais elles avaient été abandonnées avec le départ de leur inventeur. La solution vint avec Walter Fuller qui conçut un énorme micro simple bobinage mais dont les aimants étaient disposés perpendiculairement ce qui permettait, contrairement au micro Rickenbacker, de les dissimuler sous la caisse et ainsi de ne pas gêner le jeu de l'instrumentiste. Il fut monté en 1936 sur la Gibson L-50, une guitare acoustique de jazz, qui prendra le nom pour l'occasion de Gibson ES-150. Le guitariste de jazz Charlie Christian la popularisa, et par retour, le micro qui équipait la guitare prit son nom. Le micro sera utilisé par Gibson de 1936 à 1940.

## Technique
Contrairement aux micros qui lui succédèrent comme le P-90 de chez Gibson ou surtout les micros Fender, il s'agissait d'un micro très volumineux. Les aimants, au nombre de deux, étaient disposés perpendiculairement, et prolongeaient le micro sous les cordes. Cela avait l'avantage de capter une longueur de corde supérieure mais aussi tous les sons parasites possibles. De plus, sa conception interdisait d'en disposer deux sur une guitare. La partie visible du micro avait une forme hexagonale, oblongue, un peu comme un micro Fender simple bobinage. Une lame avec par la suite une encoche au niveau de la corde de si surmontait le boitier, elle fut remplacée par la suite par trois puis six plots. Le micro fut remplacé en 1940 par un micro plus compact que la découverte des aimants modernes de type Alnico, conduisit Gibson à remplacer par le P-90 à l'issue de la Seconde Guerre mondiale.

## Micros de remplacement
Peu fabriqué, le micro reste difficile à trouver. Gibson ne le produit plus de façon régulière aussi en dehors du marché de seconde main, on retiendra Seymour Duncan et CC pickups parmi les quelques fabricants proposant une réplique. Il faut noter ici que certains produisent une version compacte, non conforme (absence des aimants orthogonaux) et qui ne donnera donc pas forcément les mêmes résultats. Ce n'est pas le cas de ces deux fabricants.

## Utilisateurs célèbres
Parmi les utilisateurs célèbres, on retient :
- Charlie Christian,

- T-Bone Walker,

- Barney Kessel

- John Lennon, qui fit monter un Charlie Christian en position grave sur sa Les Paul Junior au côté du P-90 original. Gibson a récemment sortit une reproduction de la guitare.